# Wheaton (Wisconsin)
Wheaton es un pueblo ubicado en el condado de Chippewa en el estado estadounidense de Wisconsin. En el Censo de 2010 tenía una población de 2701 habitantes y una densidad poblacional de 19,02 personas por km².

## Geografía
Wheaton se encuentra ubicado en las coordenadas 44°54′28″N 91°33′29″O / 44.90778, -91.55806. Según la Oficina del Censo de los Estados Unidos, Wheaton tiene una superficie total de 142.01 km², de la cual 140.79 km² corresponden a tierra firme y (0.86%) 1.22 km² es agua.

## Demografía
Según el censo de 2010, había 2701 personas residiendo en Wheaton. La densidad de población era de 19,02 hab./km². De los 2701 habitantes, Wheaton estaba compuesto por el 95.85% blancos, el 0.22% eran afroamericanos, el 0.22% eran amerindios, el 3.37% eran asiáticos, el 0% eran isleños del Pacífico, el 0.04% eran de otras razas y el 0.3% pertenecían a dos o más razas. Del total de la población el 0.74% eran hispanos o latinos de cualquier raza.